# آسلایوو (شهرستان اوچالینسکی، باشقیرستان)
آسلایوو (انگلیسی: Aslayevo, Uchalinsky District, Republic of Bashkortostan) یک شهرک در شهرستان اوچالینسکی استان باشقیرستان کشور روسیه است.